# İlker Aksum
İlker Aksum (nacido el 23 de mayo de 1971) es un actor turco. Actuó en más de veinte películas desde 1999.

## Filmografía seleccionada
| Año  | Título                          | Rol        | Notas |
| ---- | ------------------------------- | ---------- | ----- |
| 2006 | El Pequeño Apocalipsis          |            |       |
| 2009 | Vavien                          | Sabri      |       |
| 2010 | Trampa de dragón                |            |       |
| 2011 | Nuestra Desesperación Magnífica |            |       |
| 2013 | 20 Dakika                       | Televisión |       |